# Eric Swalwell
Eric Michael Swalwell Jr. (nacido el 16 de noviembre de 1980) es un político estadounidense de California, quién sirve como Representante de los Estados Unidos por el 15.º distrito congresional de California. Su distrito cubre la mayoría del este del condado de Alameda y parte central del condado de Contra Costa, incluyendo San Ramón, Castro Valley, Hayward, Pleasanton, Livermore, Fremont, Sunol, Union City, y Dublin. Es un miembro del Partido Demócrata.
Swalwell se crio en Sac City, Iowa y Dublin, California. Mientras asistía a la Universidad de Maryland, College Park,  trabajó en el cencejo municipal de College Park, Maryland. Luego fue becario para Ellen Tauscher y trabajó como fiscal adjunto del distrito en el condado de Alameda, California, antes de trabajar en el concejo municipal de Dublin. Fue elegido para la Cámara de Representantes en noviembre de 2012, derrotando al titular Pete Stark, un compañero Demócrata medio siglo mayor que Swalwell, quién había ostentado el puesto desde 1973. Swalwell tomó posesión del cargo el 3 de enero de 2013.
Swalwell ha sido mencionado como potencial candidato presidencial para 2020, y ha expresado públicamente interés en tal perspectiva. El 8 de febrero de 2019 Swalwell anunció formalmente que contendería en las primarias presidenciales del Partido Demócrata de 2020 para intentar obtener la nominación de su partido rumbo a las elecciones presidenciales de ese mismo año. El 8 de julio del mismo año Swalwell se convirtió en el primer candidato del Partido Demócrata en retirarse de la contienda.

## Primeros años y educación
Swalwell nació en Sac City, Iowa, el primero de cuatro hijos de Eric Nelson Swalwell y Vicky Joe Swalwell; su padre en aquel tiempo era jefe de policía en Algona, Iowa. Después de dejar Iowa, el familiar finalmente se asentó en Dublin, California. Se graduó en la Wells Middle School y luego en el Dublin High School en 1999.
Asistió a la Universidad Campbell en Carolina del Norte con una beca de fútbol de 1999 a 2001. Perdió la beca después de sufrir una lesión. Entonces se transfirió a la Universidad de Maryland, College Park, en su tercer año. En 2003, recibió su licenciatura en gobierno y política en Maryland, y en 2006 obtuvo su doctorado en jurisprudencia por la Facultad de Derecho de la Universidad de Maryland.
En la Universidad de Maryland, Swalwell fue Vicepresidente de Asuntos del Campus para la Asociación de Gobierno Estudiantil, y fue miembro electo del Senado Universitario Estudiante-Profesorado-Personal y de su comité ejecutivo. Fue también miembro activo de la fraternidad Alpha Sigma Phi. También sirvió como el enlace estudiantil con el concejo municipal de College Park; este cargo inspiró a otras ciudades universitarias para considerar arreglos similares.

## Carrera en política local
En 2001 y 2002, Swalwell fue becario para Ellen Tauscher, quién sirvió en la Cámara de Representantes de los Estados Unidos por el 10.º distrito congresional de California, en su oficina de Washington D. C., centrándose en la investigación legislativa y en la divulgación y servicios constituyentes. Los atentados del 11 de septiembre de 2001 ocurrieron durante su pasantía, inspirándole a servicio público. Los ataques también inspiraron su primer logro legislativo: utilizando su posición en la Asociación de Gobierno Estudiantil en Maryland para crear un programa de becas universitarias público-privado para estudiantes que perdieron a sus padres en los ataques.
Después de graduarse en la Facultad de Derecho, trabajó como fiscal adjunto del distrito del condado de Alameda. También trabajó en la Comisión de Artes Culturales y Patrimonio de Dublin desde 2006 hasta 2008, y en la Comisión de Planificación de Dublin desde 2008 hasta 2010 antes de ganar las elecciones para el concejo municipal de Dublín en 2010.

## Cámara de Representantes de los Estados Unidos

### Campaña de 2012

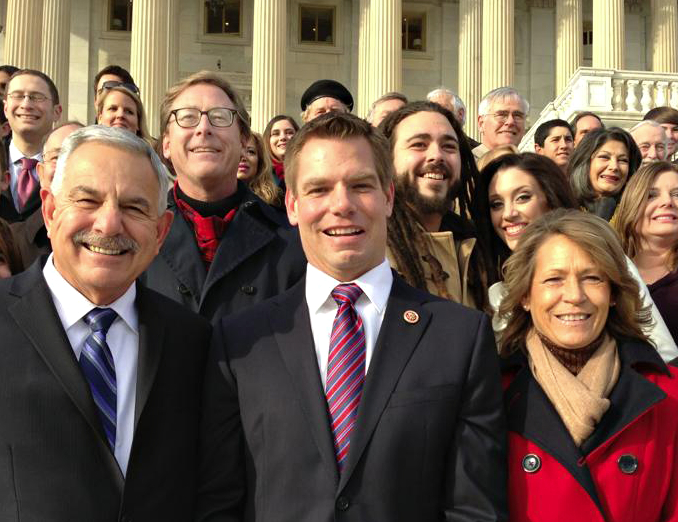
El representante Eric Swalwell en la escalinata del Capitol Hill con amigos, familia y el personal de campaña

En septiembre de 2011, Swalwell se presentó para postular al Congreso por el 15.º distrito.  El distrito anteriormente había sido el 13.º, representado por el titular durante términos Pete Stark, un collega demócrata. Stark había representado al distrito desde 1973, siete años antes de que Swalwell naciera. Se tomó una excedencia del concejo municipal de Dublín para postularse al Congreso. Mientras estaba en campaña, se inició un intento de retiro de Swalwell del concejo municipal, pero después de que ganara las elecciones para la Cámara de Representantes, el intento se abandonó.
Swalwell pudo disputar a Stark en las elecciones generales debido a un nuevo sistema primario en California. Bajo aquel nuevo sistema, los dos principales captadores de votos en las primarias avanzan a la elección general, independientemente de la afiliación al partido. En elecciones primarias de junio, Stark acabó primero con el 41.8% de los votos, Swalwell se colocó segundo con el 36% de los votos, y el candidato independiente pero ideológicamente conservador Chris Pareja acabó tercero con el 22.2% de los votos.
En las elecciones generales de noviembre de 2012, Swalwell fue avalado por la San Francisco Chronicle. Durante el ciclo electoral de 2012, la campaña de Stark acusó a Swalwell de ser un candidato del Tea Party. La acusación fue refutada por Swalwell y el San Jose Mercury News, el cual también avaló a Swalwell. Stark rechazó debatir frente a Swalwell durante la campaña. En respuesta a la negativa a debatir de Stark, Swalwell organizó un debate simulado con un actor que interpretaba a Pete Stark, citándole verbatim cuando respondía al moderador. Otros trucos de la campaña incluían patos de goma fabricados en China y un hombre de información barbudo y con rastas..
En las elecciones de noviembre de 2012, Swalwell venció a Stark, 52.1% a 47.9%.

### Asignaciones de comité
- Comisión Permanente Selecta sobre Inteligencia
  - Subcomité de Modernización de Inteligencia y Preparación (Presidente)
  - Subcomité de Tecnologías Estratégicas e Investigación Avanzada
- Comisión de Justicia
  - Subcomité de Tribunales, Internet y Propiedad Intelectual
  - Subcomité de Reforma Regulatoria, Derecho Mercantil y Antimonopolio

### Afiliaciones a caucus
- Caucus del congreso sij americano
- Caucus del congreso asiático pacífico americano[26]
- Caucus del confeso igualdad LGBT

### Carrera en la Cámara de Representantes de los EE. UU.
Swalwell juró su cargo en la Cámara de Representantes el 3 de enero de 2013, convirtiéndose en la tercera persona en representar su distrito. Su predecesor desde 1945, George P. Miller, había ostentado el puesto de 1945 a 1973. Stark lo ganó después de derribar a Miller en las primarias Democráticas de 1972.
En su primera legislatura, Swalwell sirvió en la Comisión sobre Seguridad Nacional y en la Comisión sobre Ciencia, Espacio y Tecnología. Swalwell ayudó a dirigir la lucha contra el administrador de Administración de Seguridad del Transporte John Pistole sobre su decisión de levantar la prohibición a las navajas en la seguridad aeroportuaria; la decisión finalmente se revirtió.
Pronto después de tomar el cargo, Swalwell ayudó a establecer el Caucus de Soluciones Unidadas, un grupo bipartidista de miembros novatos en la Cámara de Representantes que se reunían regularmente para tratar áreas de acuerdo. Los miembros del Caucus Soluciones Unidas presentaron varias iteraciones a la bipartidista Ley de Ahorro, Rendición de Cuentas, Valor y Eficiencia (SAVE) para cortar aproximadamente centenares de miles de millones en gasto del Gobierno durante más de  10 años al eliminar los desperdicios y mejorar la eficiencia.
Durante una votación de la Cámara el 18 de junio de 2013, Swalwell grabó con su móvil un vídeo de su voto contra un proyecto de ley que prohibiría abortos después de las 20 semanas (el vídeo era un clip de seis segundos de él presionando el botón "nay" en la máquina de votación electrónica) y lo subió a Vine, un servicio de vídeo en internet. Las reglas de la Cámara prohíben "el uso de dispositivos electrónicos móviles que dañan el decoro" y establecen que "ningún dispositivo puede usarse para fotografiar o grabar audio o video." Swalwell defendió la acción, declarando "operamos bajo reglas que se crearon en el siglo dieciocho, y pienso que es hora de que la Cámara empiece a actuar más como lo hacen los estadounidenses regulares. No vi esto como un deterioro del decoro. Creo que lo que hizo fue resaltar, para que todos lo vean, el proceso democrático."
El 12 de diciembre de 2013, Swalwell presentó en la Cámara de Representantes la Ley de asistencia a las organizaciones benéficas de Filipinas. La ley permitió que los estadounidenses se dedujeran de susimpuestos de 2013 las donaciones benéficas que hicieron entre el 1 de enero de 2014, y el 15 de abril de 2014, que fueron hechas para aliviar a las víctimas en la República de las Filipinas afectadas por el tifón Haiyan. El tifón hizo un daño estimado en mil millones de dólares y mató a miles de personas. Swawell dijo que "el tifón Haiyan devastó muchas partes de Filipinas y nosotros deberíamos hacerlo tan fácil como sea posible para los estadounidenses que quieran asistir a aquellos afectados por la tormenta." Swalwell vio la ley como "otro incentivo para que los estadounidenses donen y donen ahora, cuando la ayuda se necesita más". El 25 de marzo de 2014, esta ley fue firmada por el presidente Obama.
Al terminar su primera legislatura, Swalwell había conseguido tres proyectos de ley a través de la Cámara de Representantes, y dos de ellos llegaron a ley, más de cualquier otro novato.
En 2014, Swalwell anunció que sería presidente de O' Say Can You See Círculo de Liderazgo de Jóvenes Profesionales de PAC del Gobernador de Maryland Martin O'Malley debido a su amistad con el gobernador. Dejó en claro que su apoyo se refería a las elecciones intermedias de 2014 y no a la aprobación de una posible candidatura presidencial por parte de O'Malley en 2016. Aun así, Swalwell finalmente avaló a O'Malley en julio de 2015.
Swalwell fue retado en 2014 por Hugh Bussell, director senior en Workday y miembro del Comité Central Republicano del Condado de Alameda, y por la Líder de la mayoría del Senado del Estado de California Ellen Corbett (D-Hayward). Corbett quedó tercero en las dos primarias de junio, y Swalwell venció a Bussell en noviembre, 69.8 por ciento a 30.2 por ciento.
Durante su segunda legislatura, Swalwell sirvió en la Comisión Permanente sobre Inteligencia, y como miembro de alto nivel del Subcomité de la CIA; también conservó su asiento en la Comisión sobre Ciencia.

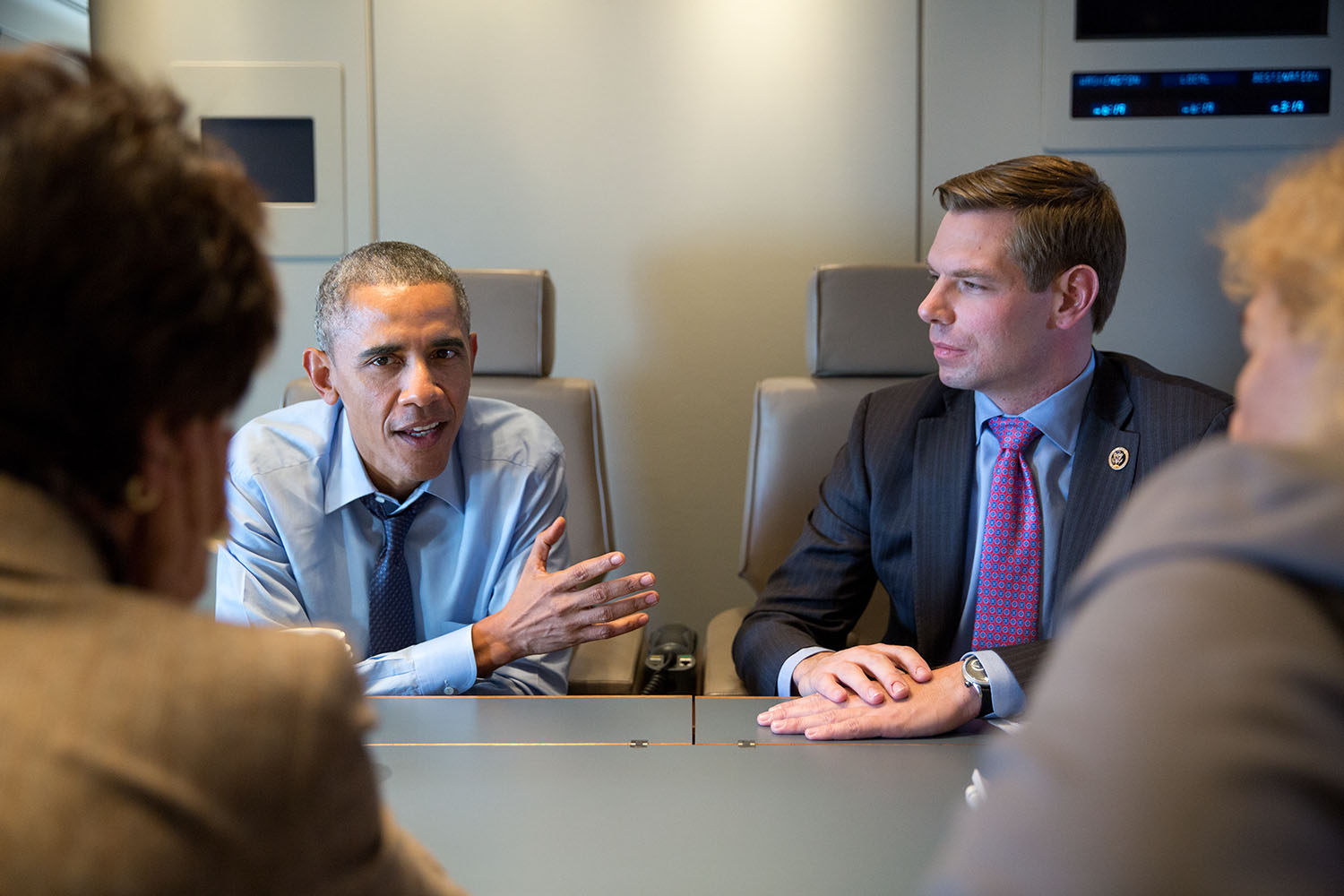
Swalwell con el presidente Barack Obama el 12 de febrero de 2015.

En abril de 2015. Swalwell fundó Future Forum, un grupo de jóvenes Demócratas en la Cámara de Representantes centrado en las preocupaciones y necesidades de la generación millennial. Swalwell todavía preside el grupo (ahora con 27 miembros) y ha viajado a más de 40 ciudades para escuchar las preocupaciones de los millennials en campus universitarios, incubadoras de empresas, y otros locales. Estas sesiones de escucha han llevado a Swalwell a ser particularmente franco en el tema de la deuda de préstamos estudiantiles; a mediados de 2017, Swalwell dijo que él mismo todavía debía casi 100,000 dólares en deuda de su educación de licenciatura y de la Facultad de Derecho.
En mayo de 2015, Swalwell se unió con Darrell Issa (R-CA) para lanzar el bipartidista Caucus de Economía Compartida, para explorar cómo este floreciente nuevo sector económico puede beneficiar a más estadounidenses.
En febrero de 2016, la Líder Demócrata Nancy Pelosi elevó a Swalwell a vicepresidente de la Comisión de Dirección y Política Democrática, la cual establece la agenda de la política demócrata y nomina a los miembros Demócratas para las asignaciones de las comisiones.
Swalwell fue desafiado en 2016 por el republicano Danny Reid Turner de Livermore. Swalwell derrotó a Turner en noviembre, 73.8 por ciento a 26.2 por ciento.
En diciembre de 2016, Swalwell fue nombrado copresidente de la Comisión de Dirección y Política Democrática, junto a Rosa DeLauro.
En su tercera legislatura, Swalwell conservó su asiento en la Comisión de Inteligencia pero dejó la Comisión de Ciencia para servir en la Comisión Judicial y en su Subcomisión en Tribunales, Internet, y Propiedad Intelectual, y su Subcomisión en Reforma Reguladora, Derecho Comercial y Antimonopolio.
Swalwell y Elijah Cummings en diciembre de 2016 presentaron la Ley Protegiendo Nuestra Democracia, la cual crearía una comisión independiente, bipartidista nombrada para investigar la interferencia extranjera en las elecciones de 2016. Volvieron a presentar la ley para el 115.º Congreso en enero de 2017, y pronto ganó el copatrocinio de todos los demócratas de la Cámara.
A través de esta legislación y las audiencias de la Comisión de Inteligencia, Swalwell emergió como voz en la investigación de  la posible confabulación entre Rusia y la campaña presidencial de Donald Trump. Ha tenido una presencia constante en las cadenas nacionales de noticias a lo largo de 2017.
Swalwell también es conocido por su uso innovador y extenso de los medios de comunicación sociales para conectar con los electores. En abril de 2016, The Hill le bautizó "el rey de Snapchat rey en el Congreso", y él utilizó Facebook Live y Periscope para retransmitir la histórica sentada de los Demócratas por la violencia armada en junio de 2016. Swalwell más tarde pidió nuevas políticas al respecto de permitir cámaras en la Cámara de Representantes, y los republicanos consideraron multarle a él y a otros para retransmitir en streaming la sentada, ninguna de las dos ha ocurrido.

## Posiciones políticas
Swalwell ha defendido la derogación de la ley Que Ningún Niño Se Quede Atrás, y la creciente financiación para educación, mientras que disminuye la financiación para defensa. También ha defendido que los trabajos en energías renovables sean creados con dinero de estímulo federal. Ha declarado que intentaría elevar el tapón en el impuesto de nómina de Seguridad Social (el cual actualmente aplica a ingresos anuales sólo hasta 110.000 dólares, a partir de 2012), de modo que los estadounidenses más ricos pagarían más al programa. Ha propuesto la idea de un "Congreso móvil", con miembros emitiendo votos remotamente, mientras pasan más tiempo en sus distritos. En marzo de 2013, Swalwell dirigió la escritura de una carta abierta a John S. Pistole, administrador de la Administración de Seguridad del Transporte (TSA), oponiéndose a la nueva política la cual permitiría a los pasajeros para llevar cuchillos a bordo de aviones. Es un firme partidario del matrimonio igualitario para parejas del mismo sexo, y es firmemente pro-elección. El 8 de febrero de 2018, Swalwell presentó la Ley de Protección al Periodista como respuesta a lo que él caracterizó como la creación por parte del presidente Trump de un clima de extrema hostilidad hacia la prensa. En su página web del gobierno, Swalwell propone una recompra obligatorio de "armas de asalto semi-automáticas de estilo militar", con el procesamiento de cualquiera que no cumpla después del tiempo asignado. 

## Vida personal
Swalwell y su primera mujer se divorciaron. Él se casó con su segunda mujer, Brittany Watts, directora de ventas, en octubre de 2016, en el Ritz-Carlton de Half Moon Bay. Juntos, tienen un hijo, Eric Nelson Swalwell (nacido en 2017) y una hija, Kathryn Watts Swalwell, apodada "Criquet" (nacida el 24 de octubre de 2018).